# Jorge Valls
Jorge Valls Arango (Mañanán, 2 de febrero de 1933 – Miami, 22 de octubre de 2015) fue un activista y poeta cubano, que estuvo más de dos décadas en prisión por oponerse a Fidel Castro.

## Biografía
Valls era hijo de un padre catalán y una madre cubana. Por eso, podía leer y escribir en catalán. Su primer arresto fue en 1952 cuando todavía era estudiante en la Facultad de Filosofía y Letras en la Universidad de La Habana, cuando demostró su oposición al golpe de Estado de Batista en 1952. Valls fue sentenciado a un año de prisión el 22 de julio de 1955, por posesión de una bomba. El decano de la Universidad de La Habana Clemente Inclán persuadió a Batista para que lo perdonara. En 1956, se unió al Directorio Revolucionario Estudiantil, un grupo estudiantil que luchaba contra el nuevo régimen. Posteriormente fue un cristiano socialista.
Fue arrestado en abril de 1964 después de testificar tras declarar en nombre del informante de la policía de Batista Marcos Rodríguez, con quien tuvo "una gran amistad" y "una gran afinidad" entre 1955 y 1959. El fiscal acusó a Valls de "no ser revolucionario", de "defender" a Rodríguez y "creer que es inocente". ERstuvo más de 20 años en diferentes prisiones de Cuba hasta que fue liberado en 1984. Después de su puesta en libertad, se trasladó a Miami donde en 1986, escribió el libro Twenty Years and Forty Days: Life in a Cuban Prison, en la que habla de su experiencia en la prisión. También publicó un par de libros de poemas en español como Donde estoy no hay luz y está enrejado. Fue el secretario internacional del Partido Democrátivo Social-Revolutcionario de Cuba.
Murió de cáncer en 2015.